# 布里蒂杜托坎廷斯
布里蒂杜托坎廷斯是巴西托坎廷斯州的一个市镇。总面积249.906平方公里，总人口8164人，人口密度32.7人/平方公里。